# Toy Commander
 (juillet 2019).
Si vous disposez d'ouvrages ou d'articles de référence ou si vous connaissez des sites web de qualité traitant du thème abordé ici, merci de compléter l'article en donnant les références utiles à sa vérifiabilité et en les liant à la section « Notes et références ».
Toy Commander est un jeu vidéo d'action développé par le studio lyonnais No Cliché et édité par Sega, sorti en octobre 1999 sur Dreamcast. Une version PC fut également développée mais jamais commercialisée, et est encore aujourd'hui en possession de l'ancien studio. Il connut peu après une suite sur cette même console, le jeu de course Toy Racer, en 2000.

## Système de jeu
Le joueur se retrouve aux commandes de jouets dans la maison d'un jeune garçon, Guthy, dont l'ours en peluche, Hugolin, s'est autoproclamé « Toy Commander » à la suite d'un prétendu délaissement de la part de leur propriétaire envers ses anciens jouets, menant à la révolte de ces derniers. Le but du jeu est donc de vaincre Hugolin et ses généraux (en réalité sept jouets, de taille supérieure à la normale, chacun occupant une pièce bien précise de la maison de Guthy) en utilisant les jouets restés fidèles, de petites voitures, des avions et des hélicoptères en plastique, munis d'armes telles que des punaises mines, des crayons missiles, des gommes mortier, et en interagissant à loisir avec les décors, comme activer plaques chauffantes de la cuisine ou allumer et éteindre les lumières dans différentes pièces de la maison en tirant sur les interrupteurs.